# 伊恩·库克
伊恩·库克（英語：Ian Cooke，1952年3月6日—），来自南澳大利亚州，澳大利亚男子曲棍球运动员。他曾代表澳大利亚国家队参加1976年夏季奥林匹克运动会曲棍球比赛，获得一枚银牌。